# Lijst van rijksmonumenten op Fort de Bilt
Op en rond het terrein van Fort de Bilt bevinden zich de volgende 23 rijksmonumenten:
| Object                                                                          | Oorspronkelijke functie?  | Bouwjaar | Architect | Locatie             | Coördinaten?                | Nr.?   | Afbeelding        |
| ------------------------------------------------------------------------------- | ------------------------- | -------- | --------- | ------------------- | --------------------------- | ------ | ----------------- |
| Nieuwe Hollandse Waterlinie Cluster 38. Fort de Bilt Fortaanleg met aardwerken. | Fort, vesting en -onderdl |          |           | Biltsestraatweg 160 | 52° 5' 50" NB, 5° 8' 54" OL | 532374 | Meer afbeeldingen |
| Fort de Bilt: Bomvrije kazerne B1                                               | Bijgebouwen               |          |           | Biltsestraatweg 160 | 52° 5' 50" NB, 5° 8' 51" OL | 532375 | Meer afbeeldingen |
| Fort de Bilt: Bomvrije kazerne B2.                                              | Bijgebouwen               |          |           | Biltsestraatweg 160 | 52° 5' 47" NB, 5° 8' 52" OL | 532376 | Meer afbeeldingen |
| Fort de Bilt: Dubbele remise C.                                                 | Bijgebouwen               |          |           | Biltsestraatweg 160 | 52° 5' 52" NB, 5° 8' 52" OL | 532377 | Meer afbeeldingen |
| Fort de Bilt: Bomvrije schuilplaats E.                                          | Bomvrij militair object   |          |           | Biltsestraatweg 160 | 52° 5' 52" NB, 5° 8' 47" OL | 532378 | Upload foto       |
| Fort de Bilt: Bomvrije schuilplaats H.                                          | Bomvrij militair object   |          |           | Biltsestraatweg 160 | 52° 5' 45" NB, 5° 8' 53" OL | 532379 | Upload foto       |
| Fort de Bilt: Bomvrije schuilplaats F.                                          | Bomvrij militair object   |          |           | Biltsestraatweg 160 | 52° 5' 52" NB, 5° 8' 54" OL | 532380 | Meer afbeeldingen |
| Fort de Bilt: Bomvrije schuilplaats G.                                          | Bomvrij militair object   |          |           | Biltsestraatweg 160 | 52° 5' 46" NB, 5° 8' 57" OL | 532381 | Upload foto       |
| Fort de Bilt: Bomvrij verbruiksmagazijn I.                                      | Bomvrij militair object   |          |           | Biltsestraatweg 160 | 52° 5' 53" NB, 5° 8' 54" OL | 532382 | Meer afbeeldingen |
| Fort de Bilt: Bomvrij verbruiksmagazijn K.                                      | Bomvrij militair object   |          |           | Biltsestraatweg 160 | 52° 5' 46" NB, 5° 8' 57" OL | 532383 | Upload foto       |
| Fort de Bilt: Vier V.I.S.-Kazematten.                                           | Kazemat                   |          |           | Biltsestraatweg 160 | 52° 5' 48" NB, 5° 8' 54" OL | 532384 | Meer afbeeldingen |
| Fort de Bilt: Drie groepsschuilplaatsen Type P.                                 | Bomvrij militair object   |          |           | Biltsestraatweg 160 | 52° 5' 51" NB, 5° 8' 53" OL | 532385 | Meer afbeeldingen |
| Fort de Bilt: Hulpkazerne L.                                                    | Bijgebouwen               |          |           | Biltsestraatweg 160 | 52° 5' 47" NB, 5° 8' 51" OL | 532386 | Meer afbeeldingen |
| Fort de Bilt: Bergloods M.                                                      | Bijgebouwen               |          |           | Biltsestraatweg 160 | 52° 5' 46" NB, 5° 8' 50" OL | 532387 | Meer afbeeldingen |
| Fort de Bilt: Fortwachterswoning.                                               | Militair wachtgebouw      |          |           | Biltsestraatweg 160 | 52° 5' 50" NB, 5° 8' 50" OL | 532388 | Meer afbeeldingen |
| Fort de Bilt: Schijvenloods N.                                                  | Bijgebouwen               |          |           | Biltsestraatweg 160 | 52° 5' 49" NB, 5° 8' 47" OL | 532389 | Meer afbeeldingen |
| Fort de Bilt: Karabijnschietbanen (I-III).                                      | Fort, vesting en -onderdl |          |           | Biltsestraatweg 160 | 52° 5' 51" NB, 5° 8' 45" OL | 532390 | Meer afbeeldingen |
| Fort de Bilt: Karabijnschietbanen (IV-VII).                                     | Fort, vesting en -onderdl |          |           | Biltsestraatweg 160 | 52° 5' 50" NB, 5° 8' 48" OL | 532391 | Meer afbeeldingen |
| Fort de Bilt: Mitrailleur- (VIII-X) en Pistoolschietbanen.                      | Fort, vesting en -onderdl |          |           | Biltsestraatweg 160 | 52° 5' 51" NB, 5° 8' 47" OL | 532392 | Meer afbeeldingen |
| Fort de Bilt: Herdenkingsmonument.                                              | Fort, vesting en -onderdl |          |           | Biltsestraatweg 160 | 52° 5' 51" NB, 5° 8' 49" OL | 532393 | Meer afbeeldingen |
| Fort de Bilt: Inundatieduiker 1.                                                | Versperring               |          |           | Biltsestraatweg 160 | 52° 5' 47" NB, 5° 8' 44" OL | 532394 | Upload foto       |
| Fort de Bilt: Inundatieduiker 2.                                                | Versperring               |          |           | Biltsestraatweg 160 | 52° 5' 47" NB, 5° 8' 42" OL | 532395 | Upload foto       |
| Fort de Bilt: Inundatieduiker 3.                                                | Versperring               |          |           | Biltsestraatweg 160 | 52° 5' 50" NB, 5° 8' 57" OL | 532396 | Upload foto       |